# Provincia Inhambane
Inhambane este o provincie  în Mozambic. Reședința sa este orașul Inhambane.